# Tyrell Malacia
Tyrell Malacia (ur. 17 sierpnia 1999 w Rotterdamie) – holenderski piłkarz grający na pozycji obrońcy w Manchesterze United. Reprezentant Holandii. Uczestnik Mistrzostw Świata 2022.

## Kariera klubowa
W czasach juniorskich trenował w klubach: DHZ, Overmaas i Feyenoord (2008–2017). W 2017 roku dołączył do seniorskiego zespołu Feyenoordu. W rozgrywkach Eredivisie zadebiutował 13 grudnia 2017 w zremisowanym 1:1 meczu z sc Heerenveen. W sezonie 2017/2018 wraz z klubem zdobył puchar kraju.
5 lipca 2022 roku podpisał czteroletni kontrakt z opcją przedłużenia o kolejny rok z Manchesterem United. W nowym klubie zadebiutował 7 sierpnia 2022 roku w przegranym 1:2 meczu przeciwko Brighton & Hove Albion, zmieniając w 90 minucie spotkania Luke'a Shawa.
4 lutego 2025 roku ogłoszono, że na resztę sezonu Malacia zostanie wypożyczony do PSV Eindhoven.

## Kariera reprezentacyjna
W seniorskiej drużynie reprezentacji Holandii zadebiutował 4 września 2021 roku w wygranym 4:0 meczu przeciwko Czarnogórze, rozgrywając całe spotkanie.

## Statystyki kariery

### Klubowe
(aktualne na dzień 12 sierpnia 2025)
| Klub                 | Sezon              | Liga               | Liga  | Liga   | Puchar kraju | Puchar kraju | Puchar ligi | Puchar ligi | Europa | Europa | Inne  | Inne   | Suma  | Suma   |
| Klub                 | Sezon              | Liga               | Mecze | Bramki | Mecze        | Bramki       | Mecze       | Bramki      | Mecze  | Bramki | Mecze | Bramki | Mecze | Bramki |
| -------------------- | ------------------ | ------------------ | ----- | ------ | ------------ | ------------ | ----------- | ----------- | ------ | ------ | ----- | ------ | ----- | ------ |
| Feyenoord            | 2017/18            | Eredivisie         | 11    | 0      | 2            | 0            | —           | —           | 1      | 0      | 0     | 0      | 14    | 0      |
| Feyenoord            | 2018/19            | Eredivisie         | 17    | 3      | 1            | 0            | —           | —           | 1      | 0      | 0     | 0      | 19    | 3      |
| Feyenoord            | 2019/20            | Eredivisie         | 12    | 0      | 4            | 0            | —           | —           | 4      | 0      | —     | —      | 20    | 0      |
| Feyenoord            | 2020/21            | Eredivisie         | 26    | 0      | 2            | 0            | —           | —           | 3      | 0      | 2     | 0      | 33    | 0      |
| Feyenoord            | 2021/22            | Eredivisie         | 32    | 1      | 1            | 0            | —           | —           | 17     | 0      | —     | —      | 50    | 1      |
| Feyenoord            | Łącznie            | Łącznie            | 98    | 4      | 10           | 0            | —           | —           | 26     | 0      | 2     | 0      | 136   | 4      |
| Manchester United    | 2022/23            | Premier League     | 22    | 0      | 4            | 0            | 4           | 0           | 9      | 0      | —     | —      | 39    | 0      |
| Manchester United    | 2023/24            | Premier League     | 0     | 0      | 0            | 0            | 0           | 0           | 0      | 0      | —     | —      | 0     | 0      |
| Manchester United    | 2024/25            | Premier League     | 3     | 0      | 1            | 0            | 0           | 0           | 4      | 0      | 0     | 0      | 8     | 0      |
| Manchester United    | Łącznie            | Łącznie            | 25    | 0      | 5            | 0            | 4           | 0           | 13     | 0      | 0     | 0      | 47    | 0      |
| PSV Eindhoven (wyp.) | 2024/25            | Eredivisie         | 8     | 0      | 1            | 0            | —           | —           | 3      | 0      | —     | —      | 12    | 0      |
| Manchester United    | 2025/26            | Premier League     | 0     | 0      | 0            | 0            | 0           | 0           | —      | —      | —     | —      | 0     | 0      |
| Manchester United    | Łącznie            | Łącznie            | 25    | 0      | 5            | 0            | 4           | 0           | 13     | 0      | 0     | 0      | 47    | 0      |
| Łącznie w karierze   | Łącznie w karierze | Łącznie w karierze | 131   | 4      | 16           | 0            | 4           | 0           | 43     | 0      | 3     | 0      | 196   | 4      |

### Reprezentacyjne
(aktualne na dzień 14 czerwca 2023)
| Reprezentacja | Rok  | Mecze | Bramki |
| ------------- | ---- | ----- | ------ |
| Holandia      | 2021 | 1     | 0      |
| Holandia      | 2022 | 5     | 0      |
| Holandia      | 2023 | 3     | 0      |
| Suma          | Suma | 9     | 0      |

## Sukcesy

### Feyenoord
- Puchar Holandii: 2017/2018
- Superpuchar Holandii: 2018

### Manchester United
- Puchar Ligi: 2022/2023